# Fortaleza de San Sebastián (Mozambique)
La fortaleza de San Sebastián (en portugués: Fortaleza de São Sebastião) es una construcción defensiva situada en la localidad de Isla de Mozambique, en la isla del mismo nombre, provincia de Nampula, Mozambique, ocupando su extremo norte, construida en el siglo XVI por los portugueses, y servía para proteger la isla que estaba en el camino hacia la India, y que fue posteriormente la capital del África Oriental Portuguesa desde 1570 hasta 1898. Forma parte del conjunto monumental de la ciudad que está declarado Patrimonio de la Humanidad por la UNESCO desde 1991.

## Historia

### Antecedentes: la torre de San Gabriel
En la época de la llegada de Vasco de Gama a Isla de Mozambique en 1498, esta era una población suajili gobernada por un jeque subordinado al sultán de Zanzíbar. Era entonces el mayor puerto islámico y el mayor centro de construcción naval del este de África, con relaciones con el Mar Rojo, Persia, India y demás islas del Océano Índico.
Después de la fundación de una factoría portuguesa en Sofala en 1505, se instaló en Isla de Mozambique una segunda factoría en 1507 como centro de intercambio del oro del reino de Monomotapa y como apoyo a las flotas portuguesas en ruta hacia a la India, que hacían en ella su invernada. En estas factorías se intercambiaban tejidos y abalorios de la India por oro, esclavos, marfil y granadillo negro. Para su defensa, por orden de Vasco Gomes de Abreu, capitán de Sofala y gobernador de Mozambique, subordinado al virrey de la India portuguesa, Francisco de Almeida, el factor Duarte de Melo inició en 1508 la llamada Torre de San Gabriel, conocida también como la Torre de Mozambique. Fue terminada en una única invernada gracias a la abundante mano de obra militar disponible. Sin obedecer a ningún plan previo, la torre era de planta cuadrada, de estilo manuelino, dividida internamente en tres pisos y defendida por una muralla circundante con torrecillas en los vértices. Fue artillada y defendida por quince hombres.
Con la construcción de la nueva Fortaleza de San Sebastián en la segunda mitad del siglo XVI, la Torre Vieja fue perdiendo importancia militar progresivamente. La Compañía de Jesús obtuvo el terreno donde se erguía la torre a condición de que demoliesen de la torre y que las edificaciones que construyesen no pudiesen ser usadas por futuros atacantes como lugar desde el que pudiesen atacar la nueva fortaleza. Sin embargo estas órdenes fueron desatendidas y la estructura de la torre se mantuvo como parte de la capilla del Colegio de San Pablo, lo que fue aprovechado por los neerlandeses para instalar en ella una batería con la que atacaron las defensas de la fortaleza de San Sebastián en sus infructuosos pero destructivos ataques a Isla de Mozambique de 1607 y 1608. Como resultado de estos ataques, la torre resultó parcialmente desmantelada y ya no fue reconstruida.

### La nueva fortaleza de San Sebastián

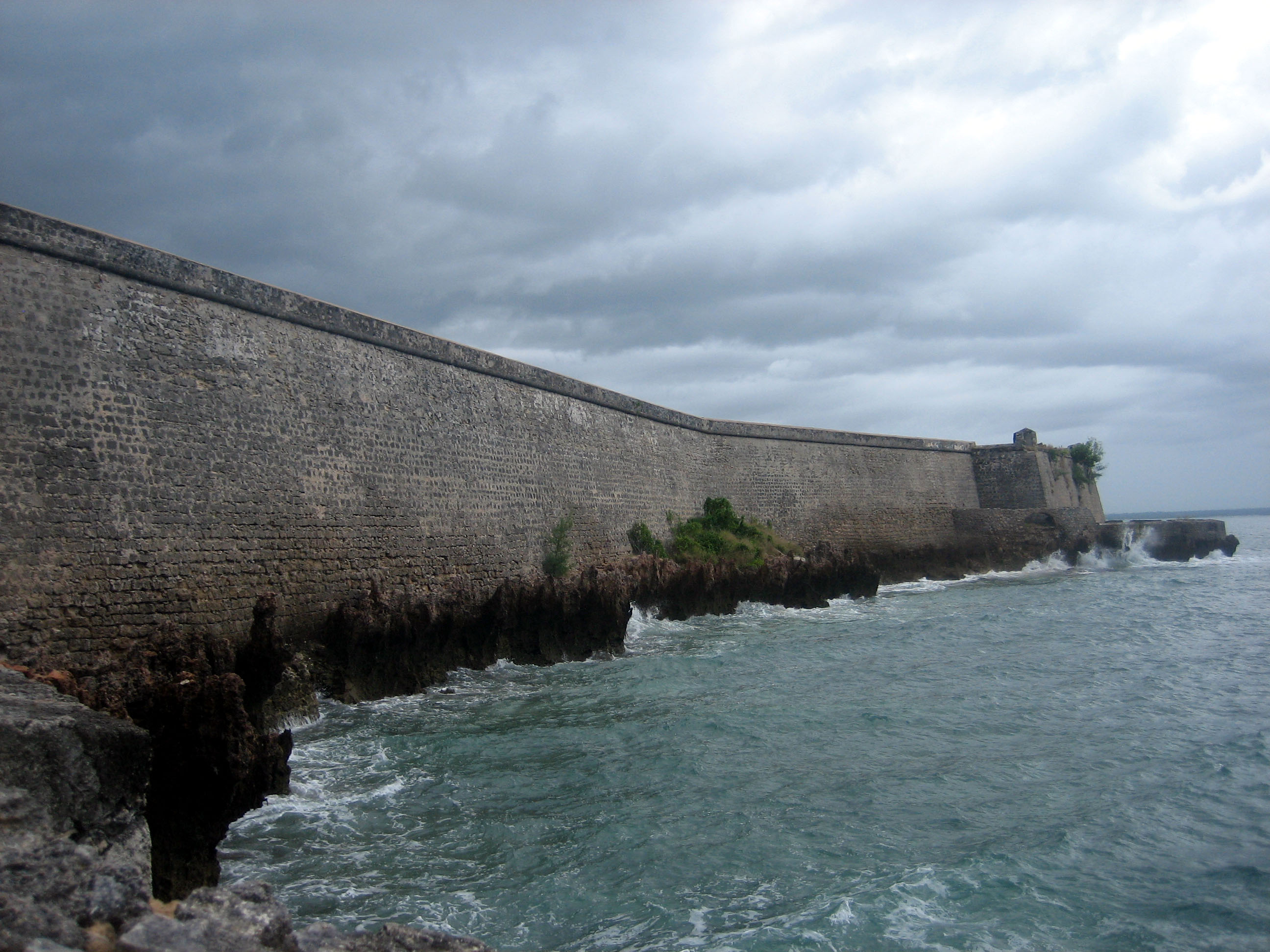
Vista de la Fortaleza de San Sebastián.

A comienzos del año 1538, el sultán de Guyarat llegó a un acuerdo con la Sublime Puerta para reconquistar Diu, entonces en poder de los portugueses. Esto creó serias dificultades a la seguridad de las posiciones portuguesas en el Índico Occidental, entre las que Isla de Mozambique desempeñaba un papel estratégico. Unas galeras turcas artilladas recorrieron la costa oriental africana hasta Malindi y Mombasa apoyando e incitando a la población suajili a la rebelión contra la dominación portuguesa, aumentando la inseguridad de dicho litoral. En ese contexto, la primitiva Torre de San Gabriel era muy vulnerable a un ataque de los turcos con artillería. Por esa razón, el capitán general de la costa de Malindi, João de Sepúlveda, recomendó la construcción de una nueva y más poderosa fortaleza en Isla de Mozambique capaz de resistir un ataque por parte e los turcos.
El cuarto virrey de la India portuguesa, João de Castro, en una carta al rey Juan III de Portugal fechada en agosto de 1545 al partir de Isla de Mozambique a Goa para asumir sus nuevas funciones, recomendaba de nuevo la construcción de una nueva fortaleza adjuntando un proyecto de su autoría para dicha construcción. El rey contestó al virrey mediante otra carta, fechada el 8 de marzo de 1546, agredeciéndole la información y el diseño aunque le encargó este último finalmente al arquitecto Miguel de Arruda.
Las directrices de João de Castro para la construcción de la nueva fortaleza indicaban su instalación en la extremidad norte de la isla, dominando el canal de acceso al puerto interior, con dos baluartes sobre la playa del lado que mira a la isla permitiendo el fuego cruzado. Aparentemente Miguel de Arruda se limitó únicamente a fijar el proyecto que de Castro remitiera al rey de Portugal. De acuerdo con este diseño, el Canal de Sancul debería haber sido cegado, cosa que no llegó a hacerse. Francisco Pires, maestro de cantería encargado de las obras de la Fortaleza de Diu, se llevó consigo a la India en ese año de 1546 el diseño para la nueva fortificación de Isla de Mozambique.
A pesar de la prioridad que la Corona dio al proyecyo, la India portuguesa estaba implicada en el reforzamiento del sistema defensivo de Ormuz, por lo que las obras de la fortaleza se retrasarán hasta 1554 o 1555. De acuerdo con Fray João dos Santos, la autoría del trazado de la fortaleza de Isla de Mozambique corresponde a un sobrino del arzobispo de Braga llamado Fray Bartolomeu dos Mártires. Este arquitecto habría sido enviado en 1558 a la India con la tarea de construir fortalezas portuguesas en Mozambique y en Damán. Posiblemente se limitó a dar comienzo a la ejecución del proyecto de Arruda. Las obras avanzaron muy lentamente, siendo interrumpidas en varias ocasiones. A la escasez de mano de obra cualificada se sumaba el clima que diezmaba a los trabajadores, oriundos en su mayor parte de las plazas de soberanía portuguesa en la India. La mano de obra no cualificada estaba compuesta por esclavos de los habitantes de la fortaleza.

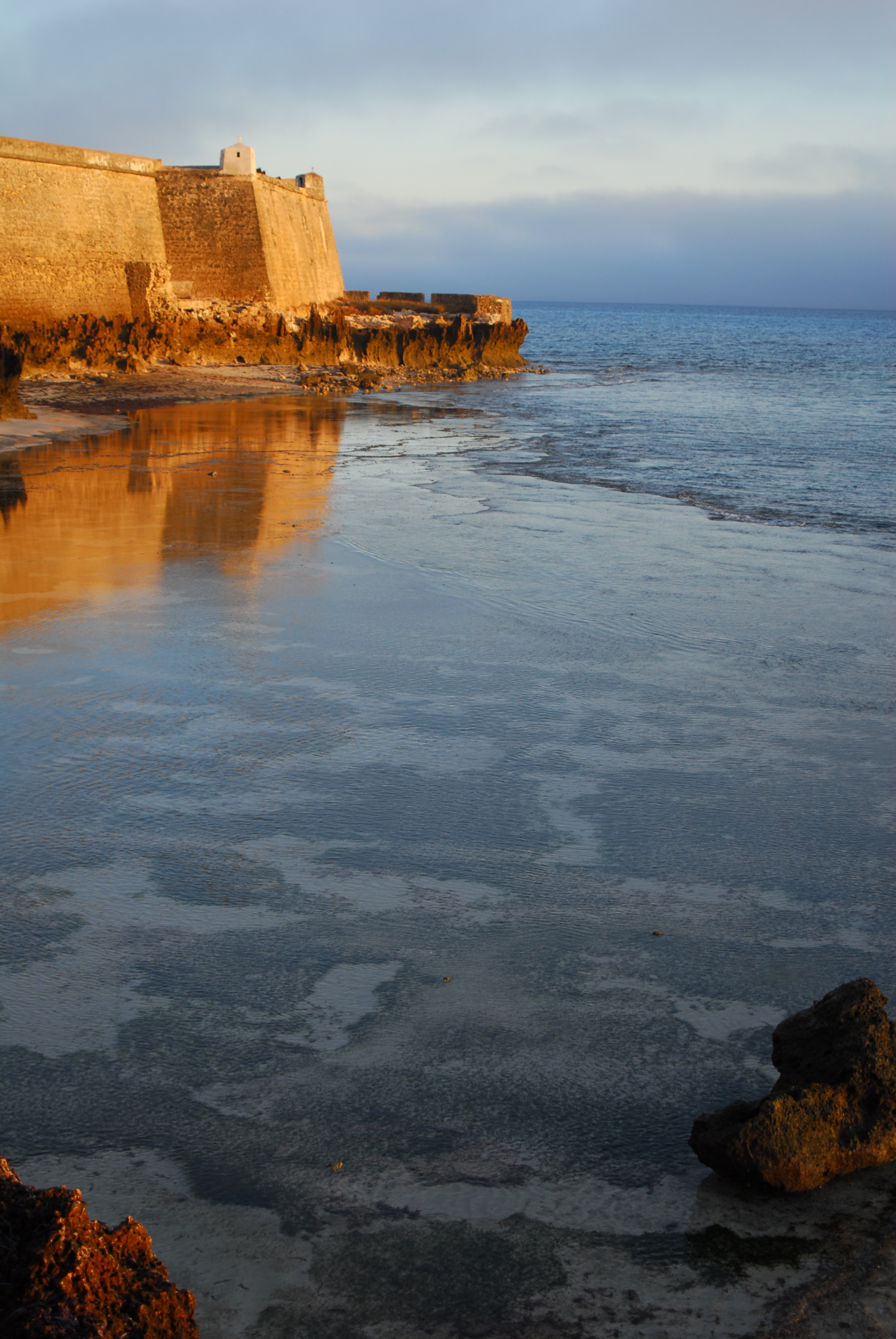
Otra vista de la fortaleza.

La fortaleza fue guarnecida, todavía incompleta, en 1583, por un destacamento mandado por Nuno Velho Pereira, responsable de la construcción de los almacenes y cuarteles, de acuerdo a una inscripción epigráfica encontrada bajo varias capas de cal, en los trabajos de rehabilitación que tuvieron lugar en la década de los años 60. Su comandante estaba subordinado al virrey de la India, y era el responsable del comercio de la región de Zambeze.

### De la dinastía Filipina a nuestros días
En el contexto de la Dinastía Filipina, la fortaleza resistió con éxito los ataques de los neerlandeses de 1604, 1607 y 1608, aunque con severos daños en sus murallas y edificios, causados por la artillería. Las obras de reparación fueron concluidas en 1620, sufriendo ligeras alteraciones en su traza, como se puede apreciar en un grabado neerlandés de 1635. La antigua entrada principal, situada entre los baluartes de San Gabriel y de Santa Bárbara, en el lado que daba al interior de la isla, se reveló muy vulnerable ante ataques de artillería, por lo que fue tapiada y trasladada la entrada a la fortaleza al muro entre los baluartes de San Gabriel y de San Juan.
Todavía en 1669 resistió el asalto de fuerzas musulmanas provenientes de Mascate y nuevamente más tarde, en 1704, tras la pérdida del fuerte Jesús de Mombasa en 1698. Durante el siglo XVIII fueron realizadas obras de conservación y ampliación que le confirieron el aspecto que presenta en la actualidad.
El último ataque que sufrió la fortaleza fue causado por tropas francesas que también fueron rechazadas.
Conservada por los gobiernos portugueses hasta la independencia de Mozambique, tras esta la fortaleza fue abandonada, cubriéndose de maleza, y amenazando ruina alguna de sus recintos y muros y los antiguos cañones tirados por el suelo en un estado de total abandono.
La isla de Mozambique fue declarada Patrimonio de la Humanidad por la UNESCO en 1991. De acuerdo con el Plan de Recuperación de la Fortaleza de San Sebastián firmado por la UNESCO y el Gobierno de Mozambique el 11 de diciembre de 2003, la UNESCO destinó 1,5 millones de dólares para la financiación de las obras. Actualmente presenta un buen estado de conservación.

## Características

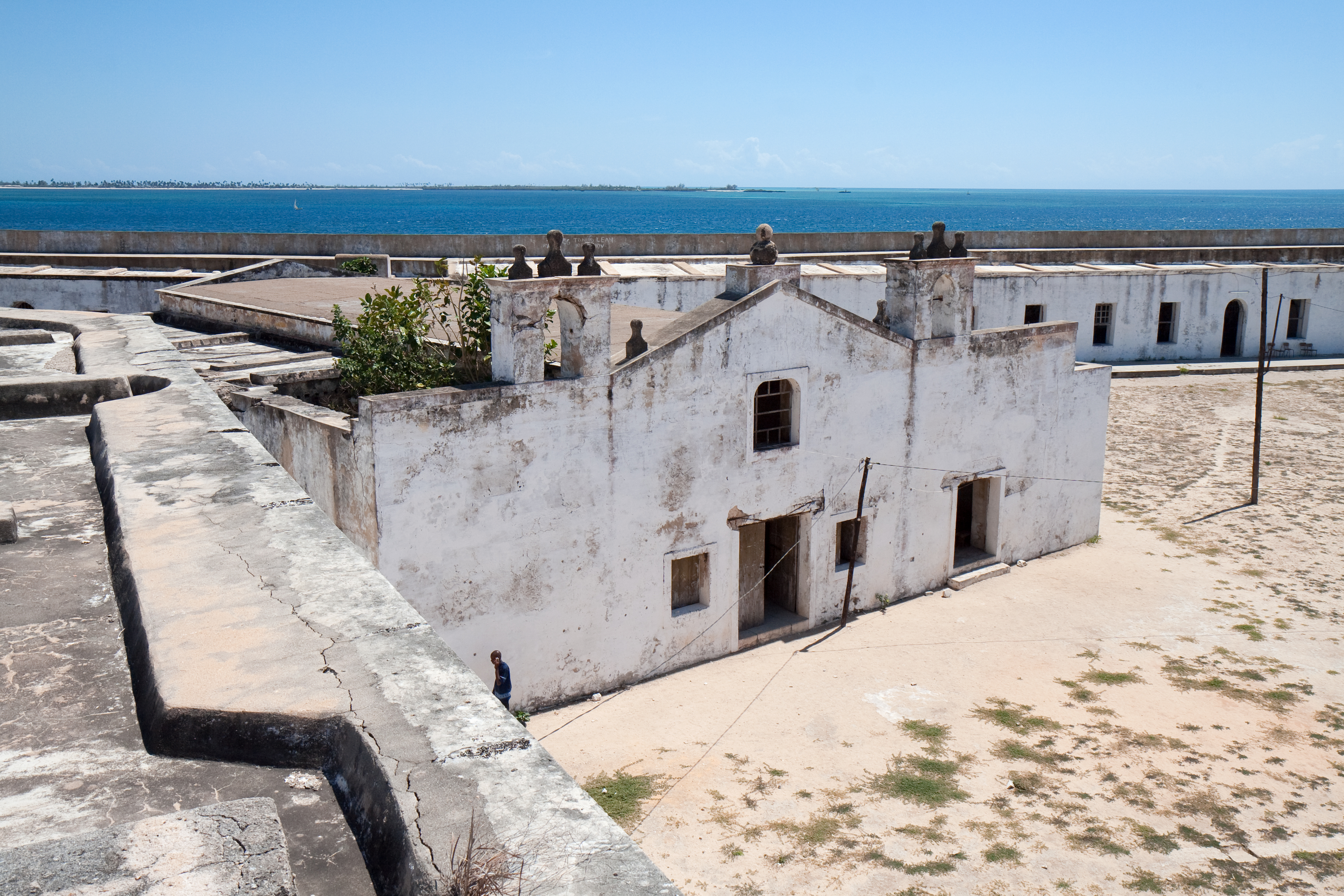
Capilla de San Sebastián en el interior de la fortaleza.

A semejanza de la Fortaleza de Mazagán, Marruecos, la Fortaleza de San Sebastián presenta una planta rectangular con una longitud de sus lados mayores de 110 metros. Cuatro baluartes protegen sus esquinas, tres de ellos de forma triangular y el cuarto en forma de espigón. Los baluartes se denominan de San Juan, de Nuestra Señora , de San Gabriel y de Santa Bárbara. El baluarte de San Gabriel es el de mayores dimensiones y alberga 24 cañoneras. Fue posteriormente alterado demoliendo dos espigones que daban a la fortaleza un aspecto de polígono estrellado, tal y como se observa en un grabado neerlandés de 1635.
Las murallas están asentadas directamente en la roca, dando directamente al mar en sus lados norte, este y oeste. El lado sur es el único que da a tierra firme, flanqueado por los baluartes de San Gabriel y Santa Bárbara. En el lado norte, al pie del baluarte de Nuestra Señora, se alza la capilla de Nuestra Señora del Baluarte, de estilo manuelino, único ejemplar de dicha arquitectura en Mozambique.
En el apogeo de su vida, la fortaleza disponía de cuarteles para tropas, capilla, hospital y almacenes. En su interior destaca una cisterna o aljibe que recogía el agua de lluvia y la almacenaba para uso de la fortaleza y que todavía cumple con esta función. Construida en la década de 1580, fue restaurada en 1605 por el capitán Sebastião de Macedo.